# کریس سیوی
کریستوفر مارک سیوی (انگلیسی: Christopher Mark Sievey؛ ‏۲۵ اوت ۱۹۵۵ – ۲۱ ژوئن ۲۰۱۰) که بیشتر با نام کریس سیوی شناخته می‌شد، کمدین و خواننده اهل بریتانیا بود.
وی خالق شخصیت کمدی «فرانک سایدباتم» بود که از ۱۹۸۴ به بعد خلق و مطرح شد. وی در برنامه‌های رادیویی شبکه‌های گوناگونی نظیر رادیو بی‌بی‌سی ۱، پیکادلی رادیو و رادیو بی‌بی‌سی ۵ حضور داشت.
از فیلم‌ها یا مجموعه‌های تلویزیونی که وی در آن‌ها نقش داشته است، می‌توان به پینگو اشاره نمود. 